# Urška Djukić
Urška Djukić (Ljubljana, Eslovenia, 1986) es una directora de cine y guionista eslovena .

## Biografía
Urška Djukić nació en Ljubljana, la capital de Eslovenia, en 1986.
Estudió en la Academia de Arte de la Universidad de Nova Gorica .
En 2016  con la película Good Run, Life! recibió el premio al mejor cortometraje en el 19º Festival de Cine de Eslovenia. En 2019 dirigió el cortometraje The Right One, que se estrenó en el Festival de Cine de Cannes .
En 2021 con la codirectora Émilie Pigeard, realizó el cortometraje documental de animación Grandma's Sexual Life  de coproducción esloveno-francesa; también recibió el Premio al Mejor Cortometraje Europeo y el Premio César al Mejor Cortometraje de Animación.

## Premios y reconocimientos
César 2021 al Mejor cortometraje de animación y Premio al Mejor Cortometraje de Animación por el cortometraje documental de animación Grandma's Sexual Life con la codirectora Émilie Pigeard.

En 2023, en el festival internacional de cine mujerDOC de Soria, se les otorgó el premio dedicado al mejor cortometraje; los organizadores razonaron el premio de la siguiente manera:
Recogiendo el testimonio de mujeres de generaciones anteriores sobre su vida sexual y manteniendo un punto de humor, así como situaciones groseras, contándolas con metáforas audiovisuales. Esta realidad es extrapolable a muchos rincones del planeta, hoy en día, donde el placer de la vida sexual de la mujer no tiene cabida.